# Singa (Nepal)
Singa – gaun wikas samiti w zachodniej części Nepalu w strefie Dhawalagiri w dystrykcie Myagdi. Według nepalskiego spisu powszechnego z 2001 roku liczył on 738 gospodarstw domowych i 3318 mieszkańców (1826 kobiet i 1492 mężczyzn).